# Larry Linville
Larry Linville (* als Lawrence Lavon Linville am 29. September 1939 in Ojai, Kalifornien; † 10. April 2000 in New York City) war ein US-amerikanischer Schauspieler. International bekannt wurde er durch die Rolle des Major Frank Burns in der amerikanischen Fernsehserie M*A*S*H.

## Leben und Karriere
Als Kind bereits von Flugzeugen fasziniert, begann Larry Linville nach der High School ein Ingenieurstudium an der University of Colorado Boulder, um einmal Flugzeugbauer zu werden. Gleichzeitig begann er, in der Theatergruppe Nomad Players zu schauspielern. Als die Liebe zur Schauspielerei größer wurde als zur Fliegerei, gab er sein Studium auf. Bei den Nomad Players wurde er Ganztags-Schauspieler.

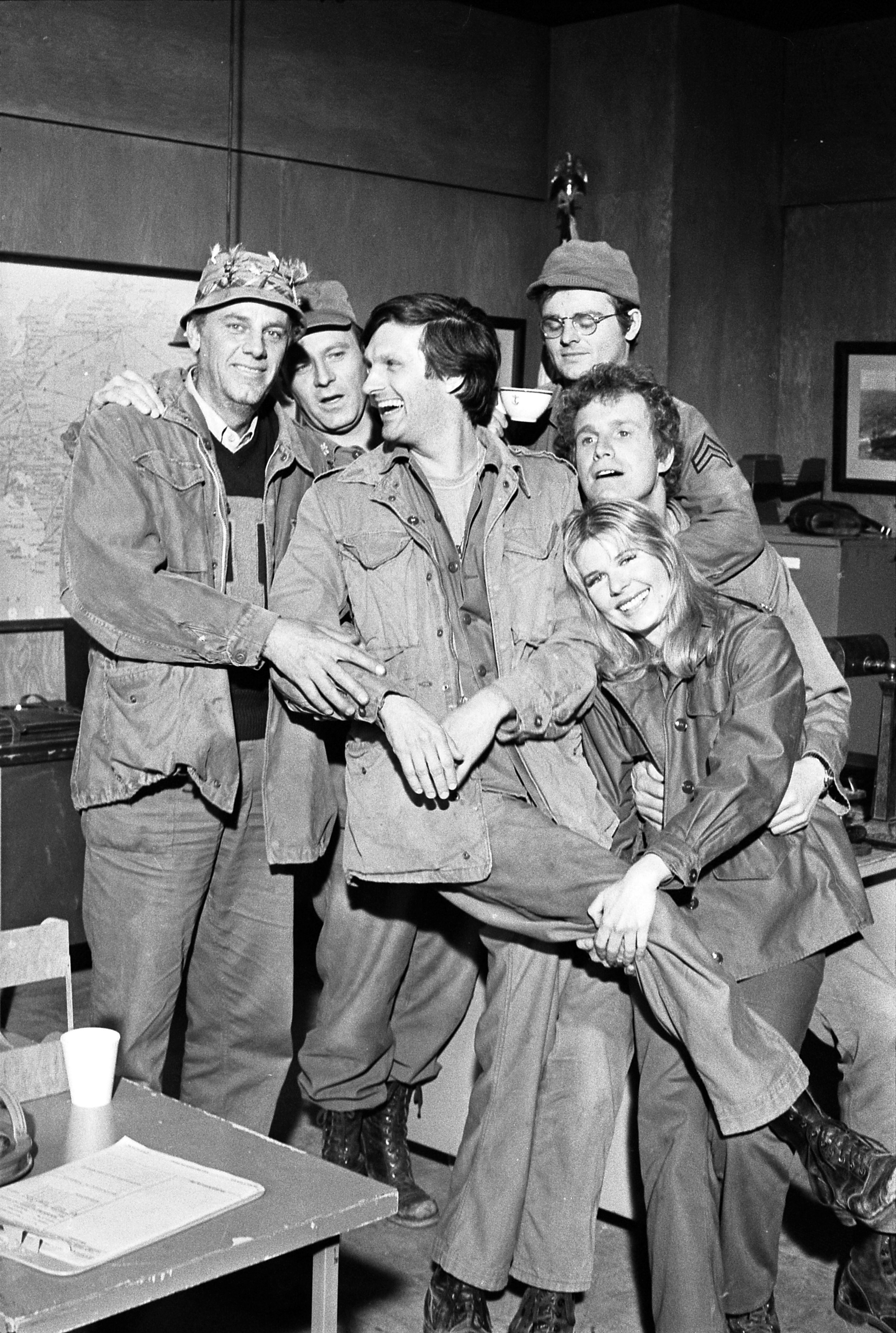
Die Besetzung von M*A*S*H von links im Uhrzeigersinn: McLean Stevenson, Larry Linville, Alan Alda, Gary Burghoff, Wayne Rogers und Loretta Swit

Im Jahr 1959 bewarb er sich mit 300 anderen Kollegen für ein Stipendium an der Londoner Royal Academy of Dramatic Art. Er setzte sich durch und ging nach Europa. Nach seinem Abschluss kehrte er in die USA zurück und spielte in Fernsehserien. In der Serie Room 222 erregte er schließlich die Aufmerksamkeit von Gene Reynolds, der ihn später für die Rolle des Frank Burns in der Serie M*A*S*H engagierte.
Linville verließ die Serie 1977, weil er nicht mehr den unbeliebten Frank Burns spielen wollte. Sein Schauspielkollege Harry Morgan bewunderte die Art und Weise, wie Larry seine Rolle spielte. Jeder am Set habe ihn sehr gemocht, aber sobald die Kameras surrten, blieb kein Stück Larry Linville mehr in ihm übrig – dann war er das pedantische „Frettchengesicht“ Frank Burns. Durch diese Rolle beschränkten sich Linvilles weitere Engagements allerdings sehr auf diesen Menschentypus.
Nach seiner Fernsehkarriere blieb Linville ein vielbeschäftigter Theaterschauspieler. Anfang 1998 musste er sich einer Krebsoperation unterziehen, wobei ihm ein Teil der Lunge entfernt wurde. Wenig später meldete er sich persönlich in der englischen MASH-Newsgroup und scherzte darüber, wie dankbar er sei, dass nicht sein Alter Ego Frank Burns ihn operiert hatte.
Linville starb am 10. April 2000 im Alter von 60 Jahren. Er war fünfmal verheiratet, zuletzt mit Deborah Guydon, und hatte eine Tochter (* 1970) aus erster Ehe.

## Filmografie (Auswahl)
- 1968–1970: Mannix (Fernsehserie, 8 Folgen)
- 1969: Bonanza (Fernsehserie, Folge 10x29)
- 1969: Dr. med. Marcus Welby (Marcus Welby, M.D., Fernsehserie, 2 Folgen)
- 1969: Room 222 (Fernsehserie, Folge 1x16)
- 1969, 1970: Kobra, übernehmen Sie (Mission Impossible, Fernsehserie, 3 Folgen, 3 Rollen)
- 1969, 1970: FBI (The F.B.I., Fernsehserie, 2 Folgen, 2 Rollen)
- 1971: Bunny und Bill (Bunny O’Hare)
- 1971: Opa kann’s nicht lassen (Kotch)
- 1972: The Stepmother
- 1972: Adam-12 (Fernsehserie, Folge 4x16)
- 1972: Cannon (Fernsehserie, Folge 2x01)
- 1972–1977: M*A*S*H (Fernsehserie, 118 Folgen)
- 1977: Detektiv Rockford – Anruf genügt (The Rockford Files, Fernsehserie, Folge 4x13)
- 1978: Barnaby Jones (Fernsehserie, Folge 7x03)
- 1978, 1979: Grandpa Goes to Washington (Fernsehserie, 7 Folgen)
- 1979: CHiPs (Fernsehserie, 2 Folgen)
- 1979: Supertrain (Fernsehserie, Folge 1x02)
- 1979: Boomer’s Weihnachtsfest (A Christmas for Boomer, Fernsehfilm)
- 1979–1981: Love Boat (Fernsehserie, 4 Folgen, 2 Rollen)
- 1980: Lou Grant (Fernsehserie, Folge 4x04)
- 1980–1982: Fantasy Island (Fernsehserie, 3 Folgen, 3 Rollen)
- 1981: Die Jeffersons (The Jeffersons, Fernsehserie, 2 Folgen)
- 1981: Checking In (Fernsehserie, 4 Folgen)
- 1982: Herbie, the Love Bug (Fernsehserie, 4 Folgen)
- 1984: Karussell der Puppen (Paper Dolls, Fernsehserie, 6 Folgen)
- 1985: Die Spezialisten unterwegs (Misfits of Science, Fernsehserie, Folge 1x01)
- 1985: Trio mit vier Fäusten (Riptide, Fernsehserie, Folge 3x03)
- 1985: Airwolf (Fernsehserie, Folge 3x03)
- 1985–1995: Mord ist ihr Hobby (Murder, She Wrote, Fernsehserie, 3 Folgen, 3 Rollen)
- 1988: Zebo, der Dritte aus der Sternenmitte (Earth Girls Are Easy)
- 1991: Harrys wundersames Strafgericht (Night Court, Fernsehserie, Folge 8x19)
- 1991: Dream On (Fernsehserie, Folge 2x14)
- 1992: Hallo Schwester! (Nurses, Fernsehserie, Folge 1x14)
- 1992: College Fieber (A Different World, Fernsehserie, Folge 5x23)
- 1993: Superman – Die Abenteuer von Lois & Clark (Lois & Clark: The New Adventures of Superman, Fernsehserie, Folge 1x03)
- 1994: Eine Million für Juan (A Million to Juan)